# Liste der Kulturdenkmäler in Freckenfeld
In der Liste der Kulturdenkmäler in Freckenfeld sind alle Kulturdenkmäler der rheinland-pfälzischen Ortsgemeinde Freckenfeld aufgeführt. Grundlage ist die Denkmalliste des Landes Rheinland-Pfalz (Stand: 26. Juni 2023).

## Einzeldenkmäler
| Bezeichnung                | Lage                                            | Baujahr                            | Beschreibung | Bild                           |
| -------------------------- | ----------------------------------------------- | ---------------------------------- | --- | ------------------------------ |
| Wohnhaus                   | Gänsried 6 Lage                                 | 1773                               | eingeschossiges Fachwerkhaus, bezeichnet 1773 | Fotos hochladen                |
| Wohnhaus                   | Hauptstraße 40 Lage                             | 1705                               | Fachwerkhaus, teilweise massiv, bezeichnet 1705 | Fotos hochladen                |
| Wohnhaus                   | Hauptstraße 44 Lage                             | 1818                               | Fachwerkhaus, bezeichnet 1818 (?) | Fotos hochladen                |
| Wohnhaus                   | Hauptstraße 45 Lage                             | 18. Jahrhundert                    | eingeschossiges Fachwerkhaus mit Kniestock, 18. Jahrhundert | weitere Bilder Fotos hochladen |
| Wohnhaus                   | Hauptstraße 50 Lage                             | 1806                               | Fachwerkhaus, bezeichnet 1806 | Fotos hochladen                |
| Dampfnudeltor              | Hauptstraße, zu Nr. 65 Lage                     | 1716                               | zwei Sandsteintorbögen, Kugelbesatz, bezeichnet 1716 | weitere Bilder Fotos hochladen |
| Wohnhaus                   | Hauptstraße 70 Lage                             | 1724                               | Fachwerkhaus, teilweise massiv, bezeichnet 1724 | Fotos hochladen                |
| Wohnhaus                   | Hauptstraße 86 Lage                             | 1711                               | Fachwerkhaus, teilweise massiv, bezeichnet 1711 | Fotos hochladen                |
| Hofanlage                  | Hauptstraße 97 Lage                             | 18. Jahrhundert                    | Dreiseithof; Fachwerkhaus, teilweise massiv, 18. Jahrhundert, Wirtschaftsgebäude überwiegend in Fachwerk                                                        | Fotos hochladen                |
| Wohnhaus                   | Hauptstraße 110 Lage                            | 1813                               | eingeschossiges Fachwerkhaus, bezeichnet 1813 | Fotos hochladen                |
| Wohnhaus                   | Hauptstraße 112 Lage                            | 1731                               | stattliches Fachwerkhaus, bezeichnet 1731, zwei Sandsteitorpfosten, bezeichnet 1756                                                                             | Fotos hochladen                |
| Wohnhaus                   | Hauptstraße 113 Lage                            | erste Hälfte des 18. Jahrhunderts  | stattliches Fachwerkhaus, erste Hälfte des 18. Jahrhunderts | Fotos hochladen                |
| Hofanlage                  | Hauptstraße 119 Lage                            | erste Hälfte des 19. Jahrhunderts  | Zweiseithof; eingeschossiges Fachwerkhaus, erste Hälfte des 19. Jahrhunderts, Fachwerk-Wirtschaftsgebäude, Sandsteintorpofsten, bezeichnet 1659                 | Fotos hochladen                |
| Wohnhaus                   | Hauptstraße 125 Lage                            | 1731                               | Fachwerkhaus, teilweise massiv, bezeichnet 1731 | Fotos hochladen                |
| Wohnhaus                   | Hauptstraße 127 Lage                            | 1796                               | eingeschossiges Fachwerkhaus, bezeichnet 1796 | Fotos hochladen                |
| Wohnhaus                   | Hauptstraße 137 Lage                            | 1717                               | eingeschossiges Fachwerkhaus mit Kniestock, bezeichnet 1717 | Fotos hochladen                |
| Wohnhaus                   | Hauptstraße 148 Lage                            | 1732                               | Fachwerkhaus, bezeichnet 1732 | Fotos hochladen                |
| Wohnhaus                   | Hauptstraße 161 Lage                            | um 1905/10                         | Wohnhaus, eingeschossiger Massivbau mit Kniestock, teilweise historisierendes Fachwerk, verglaster Windfang, Wirtschaftsgebäude, teilweise Fachwerk, um 1905/10 | weitere Bilder Fotos hochladen |
| Simultankirche St. Michael | Kirchstraße, Ecke Lindenstraße Lage             | Anfang des 16. Jahrhunderts        | auch Wolfgangskirche; Saalbau, Anfang des 16. Jahrhunderts, 1747 verlängert                                                                                     | weitere Bilder Fotos hochladen |
| Evangelisches Pfarrhaus    | Vollmersweilerer Straße 2 Lage                  | zweite Hälfte des 18. Jahrhunderts | Walmdachbau, wohl aus der zweiten Hälfte des 18. Jahrhunderts                                                                                                   | Fotos hochladen                |
| Kriegerdenkmal             | Vollmersweilerer Straße, Ecke Lindenstraße Lage | 20. Jahrhundert                    | Kriegerdenkmal 1914/18 | weitere Bilder Fotos hochladen |